# Pounamuella australis
Pounamuella australis är en spindelart som först beskrevs av Forster 1964.  Pounamuella australis ingår i släktet Pounamuella och familjen Orsolobidae. Inga underarter finns listade i Catalogue of Life.